# Municipio de Valley (condado de Pottawattamie)
El municipio de Valley (en inglés: Valley Township) es un municipio ubicado en el condado de Pottawattamie en el estado estadounidense de Iowa. En el año 2010 tenía una población de 377 habitantes y una densidad poblacional de 4,14 personas por km².

## Geografía
El municipio de Valley se encuentra ubicado en las coordenadas 41°22′5″N 95°19′14″O / 41.36806, -95.32056. Según la Oficina del Censo de los Estados Unidos, el municipio tiene una superficie total de 91.15 km², de la cual 90,33 km² corresponden a tierra firme y (0,9 %) 0,82 km² es agua.

## Demografía
Según el censo de 2010, había 377 personas residiendo en el municipio de Valley. La densidad de población era de 4,14 hab./km². De los 377 habitantes, el municipio de Valley estaba compuesto por el 95,76 % blancos, el 0,8 % eran amerindios, el 1,33 % eran de otras razas y el 2,12 % eran de una mezcla de razas. Del total de la población el 2,65 % eran hispanos o latinos de cualquier raza.